# Ghiacciaio Arago
Il ghiacciaio Arago (in inglese Arago Glacier) (64°51′S 62°23′W) è un ghiacciaio situato sulla costa di Danco, nella parte occidentale della Terra di Graham, in Antartide. Il ghiacciaio, il cui punto più alto si trova 692 m s.l.m., fluisce fin nella baia di Andvord, poco a ovest del ghiacciaio Moser.

## Storia
Il ghiacciaio Arago è stato mappato per la prima volta dal British Antarctic Survey, che all'epoca si chiamava Falkland Islands Dependencies Survey, grazie a fotografie aeree scattate dalla la Hunting Aerosurveys Ltd nel 1956-57 ed è stato così battezzato nel 1960 dal Comitato britannico per i toponimi antartici in onore di François Arago, il fisico e astronomo francese che nel 1839 dimostrò per la prima volta l'applicazione della fotografia alla cartografia.